# Harappa
Harappa (Sanskriet हडप्पा, haḍappā) is een stad in de Punjab, in het noordoosten van Pakistan, gelegen aan de vroegere loop van de rivier de Ravi, zo'n 35 km ten zuidwesten van Sahiwal. Het is de eerst blootgelegde site die de antieke Indusbeschaving aan het licht bracht.
De moderne stad werd gebouwd naast de overblijfselen van een versterkte stad uit de oudheid die een onderdeel was van de Indusbeschaving. De stad heeft een bloeitijd gekend tussen 3300 en 1600 v.Chr. Er waren naar schatting rond de 40.000 inwoners, wat voor die tijd veel was.

## Ontdekking
De ontdekking gebeurde door Sir Alexander Cunningham die in de jaren 1872 tot 1873 de eerste opgravingen uitvoerde. De ware betekenis van Harappa drong pas door na 1920. Dit was dankzij de veel uitgebreidere opgravingen die vanaf 1920 door Rai Bahadur Daya Ram Sahni en andere archeologen werden doorgevoerd. Tussen 1930 en 1940 zijn nog meer opgravingswerken gedaan, tot in 1946 Sir Mortimer Wheeler op de resten van de stadsmuren stuitte.

## Chronologie
Er worden verschillende fases onderscheiden voor Harappa:
| Periode | Fase                            | Tijd               |
| ------- | ------------------------------- | ------------------ |
| I       | Raviaspect van Hakrafase        | >3300-2800 v.Chr.  |
| II      | Kot Dijifase                    | 2800-2600 v.Chr.   |
| IIIA    | Harappafase A                   | 2600-2450 v.Chr.   |
| IIIB    | Harappafase B                   | 2450-2200 v.Chr.   |
| IIIC    | Harappafase C                   | 2200-1900 v.Chr.   |
| IV      | Overgang Harappa - laat-Harappa | 1900-1800? v.Chr.  |
| V       | Laat-Harappafase                | 1800?-<1300 v.Chr. |

## Stedenbouw
Harappa kent een vorm van stadsplanning die veel voorkomt in de Indusbeschaving, met een verhoogde citadel en een benedenstad. In de vroegste fases werden de gebouwen veelal van leemsteen, modder en stro gemaakt, terwijl vanaf de Harappafase ook baksteen werd gebruikt, onder meer in Engels verband. Kenmerkend zijn de standaardafmetingen van de stenen met een ratio van 1:2:4, 7x14x28 cm voor huizen en 10x20x40 cm voor stadsmuren.
Tijdens hoog-Harappa besloeg de bebouwing in Harappa acht heuvels met een citadel en een gebouw dat als graanopslag werd aangemerkt. De rol van de citadel is echter nog steeds onderwerp van discussie. In tegenstelling tot de gelijktijdige beschavingen van Mesopotamië en Egypte werd hier geen enkele structuur van monumentale afmeting gebouwd en niets schijnt te wijzen op de aanwezigheid van een tempel of paleis. Er is dus ook geen materieel bewijs voor het bestaan van een koning, legers of priesters. Bepaalde structuren worden evenwel geïdentificeerd als opslagzolders, wat op landbouwoverschotten wijst, een teken van bloei van dit stadsleven.
De graanopslag werd als dusdanig geïdentificeerd op basis van vergelijkingen met Romeinse gebouwen, terwijl hier net als in Mohenjodaro geen graan is aangetroffen. Dit gebouw bevindt zich ook niet binnen de citadel, maar bij een wijk ten noorden daarvan (heuvel F) die door ambachtslieden gebruikt lijkt te zijn. Ook de benedenstad op heuvel E was ommuurd en had werkplaatsen voor ambachtslieden. Bewoning op deze site begon in ieder geval in het vierde millennium v.Chr. op heuvel AB en kende een Hakra-Ravifase en een Kot Dijifase.
Hoewel niet zoveel als in Mohenjodaro, beschikte ook Harappa over waterputten waarmee een uitgebreide waterhuishouding in stand werd gehouden. De riolering was afgescheiden van regenafvoer. De riolering bestond uit leidingen van terracotta vanuit de huizen richting bakstenen goten overdekt met kraagbogen langs de hoofdstraten naar velden buiten de stadsmuren.